# Eclipta bipunctata
Eclipta bipunctata là một loài bọ cánh cứng thuộc họ Xén tóc. Loài này được Melzer mô tả năm 1934.